# Rebellín (Valdivia)
Rebellín,  Revellín o Ravellín corresponde a una localidad rural en la comuna de Valdivia, Provincia de Valdivia, Región de Los Ríos, Chile, ubicada en la margen sur del Río Cayumapu.

## Historia

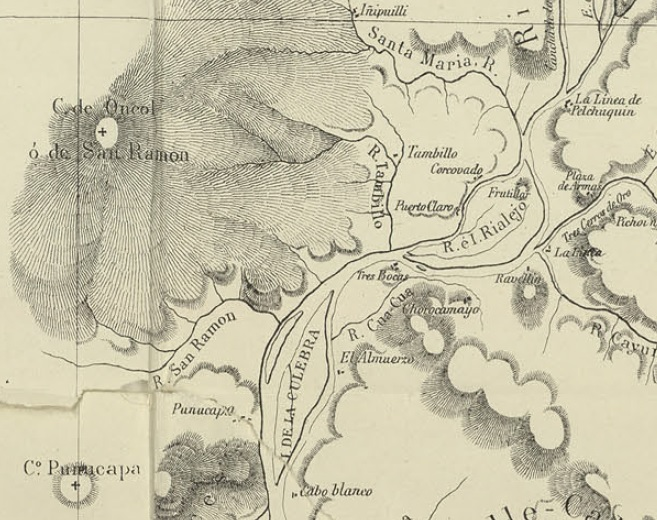
Revellín o Ravellín en el Mapa de Expedición del Río Valdivia de Francisco Vidal Gormaz

Rebellín fue un puerto fluvial en la ruta que unía la ciudad de Valdivia y la Misión de San José de la Mariquina y que servía a otras localidades como Pichihuapi y Cayumapu. Debido a que se encuentra en un área elevada que posee un collado y que semeja a un Revellín.
La localidad fue visitada por el Ingeniero Francisco Vidal Gormaz en el año 1868.
Y en el año 1899 en el Diccionario Geográfico de Francisco Solano Astaburuaga es mencionada

Revellín. Fundo del departamento de Valdivia á la orilla oriental del brazo del río Cruces en que desagua el Pichoy y poco más al sur de este punto, ó sea al lado izquierdo ó del sur de la junta del riachuelo de Cayumapu con el mismo Pichoy. Contiguo tiene un collado que mira á ese brazo, y de aquí se le dió el título por cierta apariencia de la obra de fortificación así llamada.
 Francisco Solano Astaburuaga 

## Accesibilidad y transporte
Rebellín se encuentra a 14,9 km de la ciudad de Valdivia a través de la Ruta 202